# Saint-Jean-de-Maruéjols-et-Avéjan
 Saint-Jean-de-Maruéjols-et-Avéjan  ist eine französische Gemeinde mit 856 Einwohnern (Stand 1. Januar 2022) im Département Gard in der Region Okzitanien; sie gehört zum Arrondissement Alès und zum Kanton Rousson.

## Bevölkerungsentwicklung

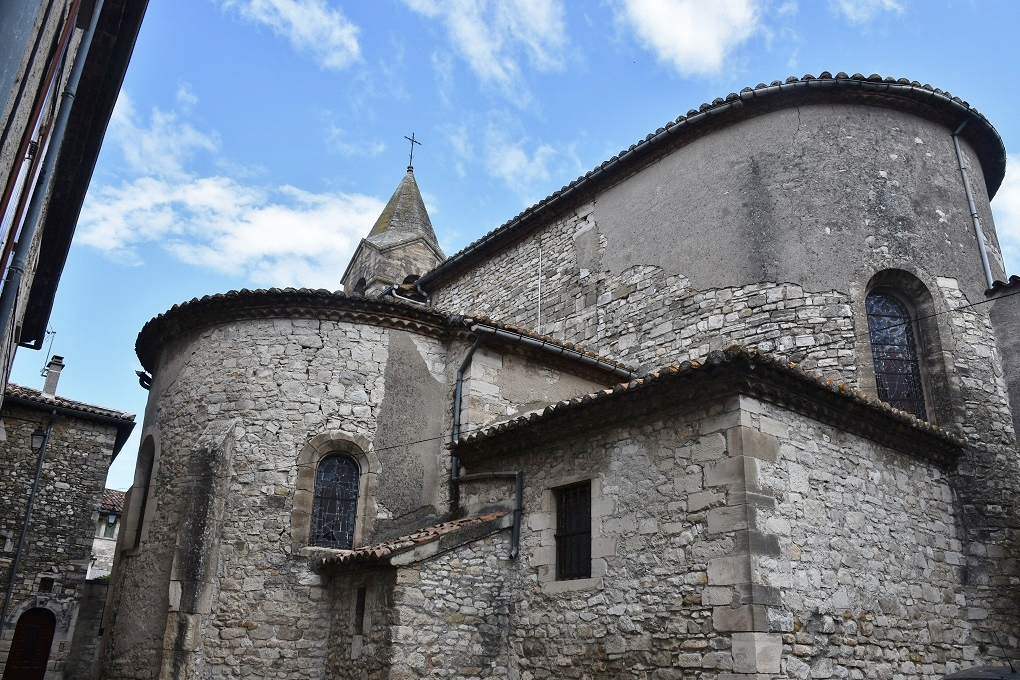
Kirche Saint-Jean

| Jahr      | 1962 | 1968 | 1975 | 1982 | 1990 | 1999 | 2007 | 2017 |
| Einwohner | 806  | 791  | 774  | 766  | 766  | 810  | 868  | 920  |